# 埼玉県立本庄北高等学校
埼玉県立本庄北高等学校（さいたまけんりつ ほんじょうきたこうとうがっこう）は、埼玉県本庄市仁手にあった公立高等学校。
2013年3月、埼玉県立本庄高等学校と統合し閉校した。2010年度に入学した生徒が最後の卒業生となった。

## 設置していた学科
- 普通科
  - 情報コース

## 沿革
- 1977年（昭和52年）開校
- 2013年（平成25年）閉校
- 2014年（平成26年）売却され、学校法人塩原学園が購入。
- 2016年（平成28年） 本庄第一中学校・高等学校の中学校が開校。

## クラブ

### 運動部系
- 野球部
- 陸上競技部
- テニス部
- ゴルフ部
- バスケットボール部
- バドミントン部
- 卓球部
- 山岳・登山部
- 剣道部

### 文化部系
- 吹奏楽部
- 演劇・映画研究部
- 読書部
- 新聞部
- 放送部
- 科学部
- 漫画部
- 家庭科部
- 書道部
- 華道部
- 囲碁・将棋部

### 愛好会系
- 情報愛好会
- バレーボール愛好会
- 柔道愛好会
- スキー愛好会

### 廃部・廃会
- ボクシング部（2008年度で廃部）
- 写真部
- 茶道部
- 特撮愛好会
- パソコン愛好会

## 交通
- JR高崎線本庄駅北口より徒歩で約45分、自転車で約13分